# Pedro Martínez (Granada)
Pedro Martínez er en by og kommune i det sydøstlige Spanien i provinsen Granada. Den har et indbyggertal på 1.147 (2024) indbyggere.